# Villa Petitot

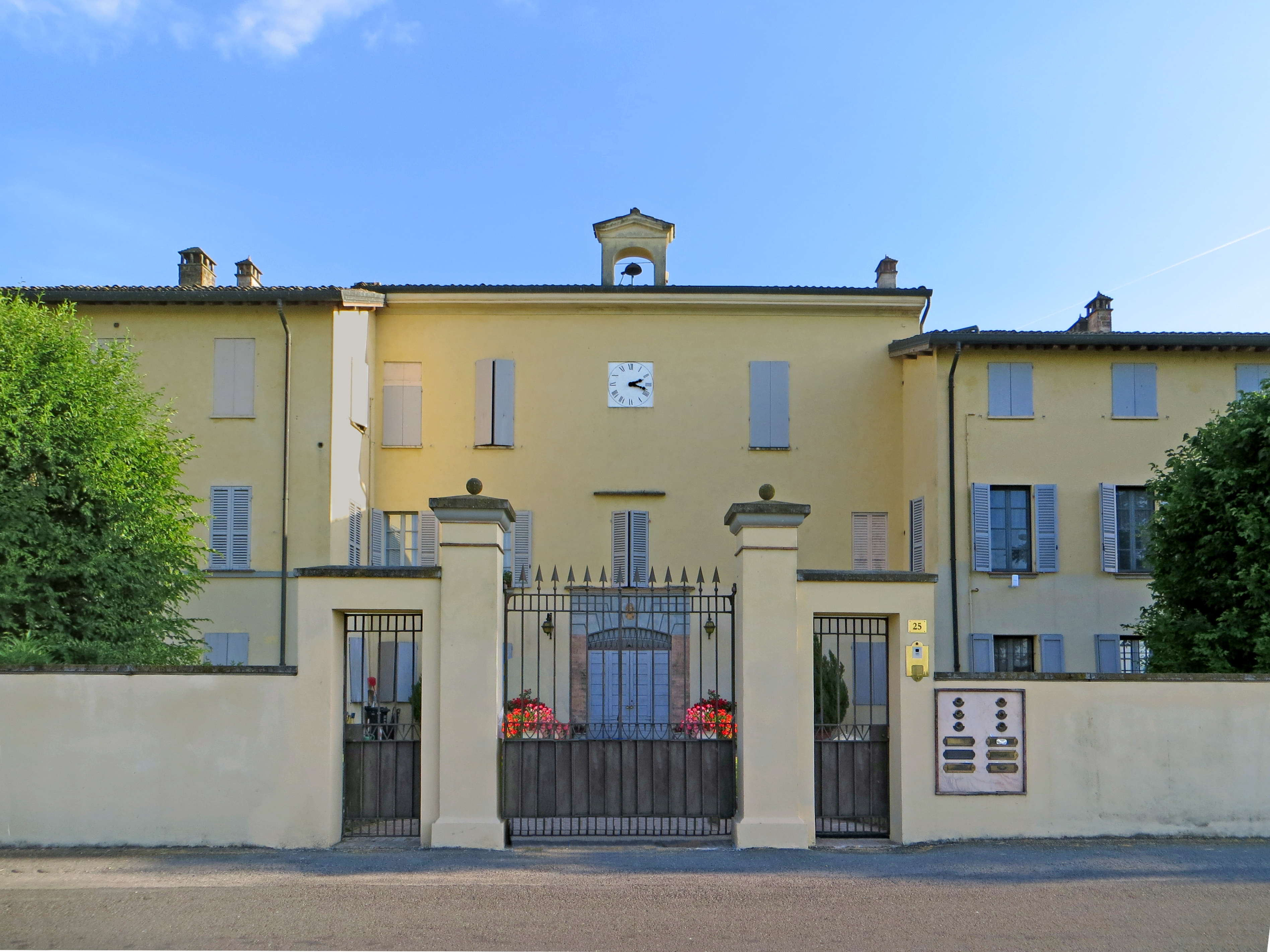
Villa Petitot in Marore

Die Villa Petitot, heute auch Villa Anceschi, ist ein klassizistisches Stadthaus in der Strada Madonnina Gigli 25 in Marore, einem kleinen Stadtteil von Parma in der italienischen Region Emilia-Romagna. In seinem Inneren ist ein seltenes, kleines Theater aus dem 18. Jahrhundert erhalten, das der Hofarchitekt Ennemond Alexandre Petitot projektiert hat.

## Geschichte
In der zweiten Hälfte des 18. Jahrhunderts kaufte der Architekt Ennemond Alexandre Petitot die Villa  und zog sich 1771 dorthin zurück, nachdem er beim herzoglichen Premierminister Guillaume du Tillot in Ungnade gefallen war. In den folgenden Jahren projektierte er einen Barockgarten und ließ ihn auf der Rückseite des Hauses anlegen. Ebenso ließ er im Haus ein klassizistisches Theater einbauen, in dem bis 1791 die kleine Theatertruppe „Società Petitot“, zu der neben einigen Schauspielern auch Petitot selbst gehörte, privat auftrat.
Im Jahr 1800 schenkte Ennemond Alexandre Petitot die Villa und seine Besitztümer seinem Neffen Ennemondo Alessandro Petitot de Mont-Louis, der bereits einige Jahre zuvor in das Gebäude eingezogen war. 1825, nach dem Tod des Grafen, der 1821 zum Bürgermeister von Marore gewählt worden war, folgte ihm sein Sohn Telesforo nach.
Das Anwesen fiel später an die Familie Anceschi, die gegen Ende des 20. Jahrhunderts das Gebäude restaurieren ließ und es in Appartements aufteilte. Restauriert wurde auch das kleine Privattheater, das über die Jahrhunderte vollkommen intakt geblieben ist.

## Beschreibung
Der Park hat einen nahezu rechteckigen Grundriss und erstreckt sich südlich der Strada Madonnina Gigli, zu der die Villa parallel steht.

### Villa

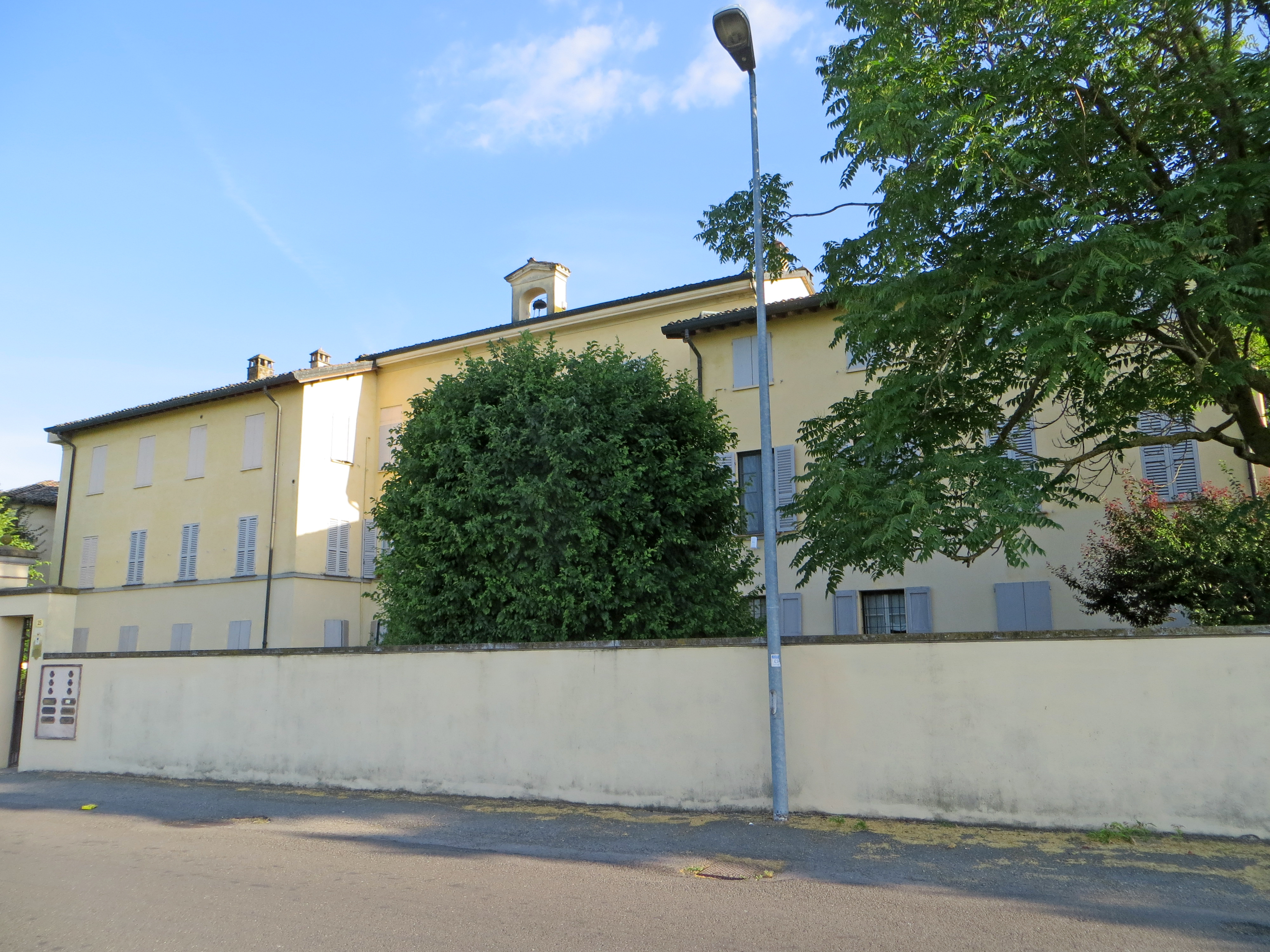
Fassade

Der Grundriss der Villa ist symmetrisch in Form eines verlängerten C.
Die asymmetrische Fassade, die vollständig verputzt ist, hat drei Stockwerke und ist vertikal dreigeteilt, entsprechend dem mittleren Baukörper und den beiden Seitenflügeln, von denen der östliche der höhere ist. In der Mitte öffnet sich das Eingangsportal mit Korbbogen, gesäumt von Pfeilern aus Mauerziegeln und mit einem rechtwinkligen Giebel aus Bossenwerk darüber. Weiter oben, zwischen den Fenstern des ersten Obergeschosses, ist eine quadratische Uhr angebracht, wogegen sich ganz oben, auf dem Dach ein kleiner Glockengiebel mit Korbbogenöffnungen erhebt.

### Kleines Theater
Ein Raum mit rechteckigem Grundriss im Dachgeschoss beherbergt das kleine, klassizistische Theater aus dem 18. Jahrhundert, das mit einer erhöhten Bühne ausgestattet ist.
Der Saal enthält noch die originale Möblierung, die aus einer Reihe von Holzbänken und einigen Buffets an den Wänden besteht. Von den drei Fenstern gewähren zwei einen Blick nach Süden auf den Garten der Villa.
Am Ende der Bühne erheben sich zwei gemauerte Pilaster, während die Seiten, die Rückseite und die Decke mit vollständig bemalten Holzpaneelen verkleidet sind. Die Szenerie ist durch eine Reihe von Säulen aus falschem Veroneser Marmor, gekrönt von dorischen Kapitellen, die sich auch an den Seiten fortsetzen, dreigeteilt. In der Mitte liegt eine Tür mit einem Gemälde im Hell-Dunkel-Stil mit spielenden Putten; wenn man die Tür zum Hintergrund hin öffnet, sieht man als Trompe-l’œil-Fresko eine falsche Landschaft, die in Zentralperspektive eine Zypressenallee zeigt, die auf den Hügel zuläuft, wo sich ein großer Palast erhebt, über dem einige Berge und ganz oben eine Burg zu sehen sind. Die beiden Seitenpaneele, die zu entfernen sind, um einen freieren Blick auf den Hintergrund zu ermöglichen, sind mit zwei einfarbigen, falschen Nischen verziert, die die Statuen von Apollon und Minerva enthalten. An den Flanken öffnen sich zwei weitere Türen, über denen Ronden mit Putten angebracht sind. An der Decke schließlich ist in der Mitte ein falsches, ovales, vergoldetes Velarium aufgemalt, getragen von einer Reihe von Putten, die auf einem falschen Gebäude sitzen, das mit einer Reihe von Medaillons und einem einfarbigen Fries aus Girlanden verziert ist. In der Mitte erhebt sich eine breite Blumengirlande, verflochten mit Trauben und mit einer Lyra.

### Park
Der Park hinter dem Landhaus enthält nur noch teilweise die Gestaltung des Barockgartens, wie sie Petitot projektiert hatte, mit Alleen, flankiert von geometrischen Buchshecken. An die ursprüngliche Pflanzung schließen sich zahlreiche Baum- und Buschgruppen an, die die rigorose Symmetrie aus dem 18. Jahrhundert brechen.